# Pedro Mercado
Pedro Mercado (29 de junio de 1923-2 de abril de 2001) fue un jinete argentino que compitió en la modalidad de concurso completo. Ganó una medalla de oro en los Juegos Panamericanos de 1951, en la prueba por equipos.

## Palmarés internacional
| Juegos Panamericanos | Juegos Panamericanos     | Juegos Panamericanos | Juegos Panamericanos |
| Año                  | Lugar                    | Medalla              | Categoría            |
| -------------------- | ------------------------ | -------------------- | -------------------- |
| 1951                 | Buenos Aires (Argentina) | Medalla de oro       | Por equipos          |